# The Ultimate Fling
The Ultimate Fling è il primo singolo estratto dall'album "Revolution Roulette" dalla rock band finlandese Poets of the Fall. È stata pubblicata in Finlandia il 6 febbraio 2008 attraverso il negozio ufficiale della band.
Il singolo contiene tre versioni del brano, anche la registrazione Live di Fire, il brano di apertura del loro secondo album Carnival of Rust. La versione Live è stata registrata durante l'esibizione del gruppo al Ankkarock Festival 2007 il 5 agosto. Il 17 gennaio 2008 una versione estesa della canzone è stata aggiunta nel profilo MySpace ufficiale del gruppo.

## Tracce
1. The Ultimate Fling (Producer's Cut) (4:23)
2. The Ultimate Fling (Director's Cut) (7:10)
3. The Ultimate Fling (The Impromptu Alternative Version) (4:43)
4. Fire (Live da Ankkarock 2007) (5:16)